# Campionato francese di rugby a 15 2018-2019
Il Top 14 2018-19 è il 120º campionato nazionale francese di rugby a 15 di prima divisione.
Il campionato comincia il 25 agosto 2018 e terminerà il 15 giugno 2019.
La finale sarà giocata allo Stade de France di Saint-Denis.

## Squadre partecipanti
| Club            | Città            | Allenatore                    | Capitano                       | Stadio                  | Capacità      |
| --------------- | ---------------- | ----------------------------- | ------------------------------ | ----------------------- | ------------- |
| Agen            | Agen             | Philippe Sella                | Antoine Miquel Quentin Bethune | Stadio Armandie         | 14 042        |
| Bordeaux Bègles | Bordeaux         | Rory Teague                   | Jefferson Poirot               | Stadio Chaban-Delmas    | 34 694        |
| Castres         | Castres          | Christophe Urios              | Rodrigo Capó Ortega            | Stadio Pierre Fabre     | 12 500        |
| Clermont        | Clermont-Ferrand | Franck Azéma                  | Morgan Parra Damien Chouly     | Stadio Marcel Michelin  | 18 030        |
| Grenoble        | Grenoble         | Stéphane Glas Dewald Senekal  | Steven Setephano               | Stade des Alpes         | 20 068        |
| Lione           | Lione            | Pierre Mignoni                | Julien Puricelli               | Stade de Gerland        | 25 000        |
| Montpellier     | Montpellier      | Vern Cotter                   | Louis Picamoles                | GGL Stadium             | 15 697        |
| Pau             | Pau              | Simon Mannix                  | Julien Fumat                   | Stade du Hameau         | 18 324        |
| Perpignano      | Perpignano       | Christian Lanta               | Tom Ecochard                   | Stadio Aimé Giral       | 14 593        |
| Racing 92       | Parigi           | Laurent Travers Laurent Labit | Henry Chavancy                 | U Arena                 | 14 000 30 681 |
| La Rochelle     | La Rochelle      | Jono Gibbes                   | Victor Vito                    | Stadio Marcel Deflandre | 16 000        |
| Stade français  | Parigi           | Heyneke Meyer                 | Sergio Parisse                 | Stadio Jean Bouin       | 20 000        |
| Tolone          | Tolone           | Patrice Collazo               | Mathieu Bastareaud             | Stadio Mayol            | 15 820        |
| Tolosa          | Tolosa           | Ugo Mola                      | Julien Marchand                | Stadio Ernest Wallon    | 19 500        |

## Fase a girone unico

### Risultati
|          | 1ª giornata                 |       |
| -------- | --------------------------- | ----- |
| 25-08-18 | Perpignano - Stade Français | 15-46 |
| 25-08-18 | La Rochelle - Grenoble      | 28-21 |
| 25-08-18 | Clermont - Agen             | 67-23 |
| 25-08-18 | Bordeaux-Bègles - Pau       | 41-19 |
| 25-08-18 | Lione - Tolosa              | 16-16 |
| 25-08-18 | Tolone - Racing 92          | 9-25  |
| 26-08-18 | Montpellier - Castres       | 20-25 |

|          | 4ª giornata              |       |
| -------- | ------------------------ | ----- |
| 15-09-18 | Agen - Bordeaux Bègles   | 22-17 |
| 15-09-18 | Tolosa - Racing 92       | 30-17 |
| 15-09-18 | Lione - Montpellier      | 55-13 |
| 15-09-18 | Pau - Clermont           | 23-27 |
| 15-09-18 | Castres - Grenoble       | 29-13 |
| 16-09-18 | La Rochelle - Perpignano | 37-10 |
| 16-09-18 | Stade Français - Tolone  | 37-10 |

|          | 7ª giornata                |       |
| -------- | -------------------------- | ----- |
| 06-10-18 | La Rochelle - Clermont     | 16-12 |
| 06-10-18 | Grenoble - Bordeaux-Bègles | 28-25 |
| 06-10-18 | Pau - Perpignano           | 12-9  |
| 06-10-18 | Racing 92 - Lione          | 13-19 |
| 06-10-18 | Tolosa - Agen              | 10-0  |
| 07-10-18 | Castres - Stade Français   | 9-14  |
| 07-10-18 | Montpellier- Tolone        | 29-17 |

|          | 10ª giornata                 |       |
| -------- | ---------------------------- | ----- |
| 24-11-18 | Bordeaux-Bègles - Tolone     | 36-25 |
| 24-11-18 | Agen - Montpellier           | 15-18 |
| 24-11-18 | Pau - Tolosa                 | 13-15 |
| 24-11-18 | Racing 92 - Grenoble         | 24-23 |
| 24-11-18 | Perpignano - Castres         | 12-16 |
| 25-11-18 | Stade Français - La Rochelle | 12-14 |
| 25-11-18 | Clermont - Lione             | 31-11 |

|          | 13ª giornata                |       |
| -------- | --------------------------- | ----- |
| 29-12-18 | Lione - Agen                | 52-20 |
| 29-12-18 | Stade Français - Grenoble   | 23-20 |
| 29-12-18 | La Rochelle - Castres       | 53-27 |
| 29-12-18 | Perpignano - Clermont       | 16-37 |
| 30-12-18 | Montpellier - Pau           | 41-13 |
| 30-12-18 | Bordeaux-Bègles - Racing 92 | 40-7  |
| 30-12-18 | Tolosa - Tolone             | 39-0  |

|          | 16ª giornata               |       |
| -------- | -------------------------- | ----- |
| 16-02-19 | Clermont - Bordeaux-Bègles | 40-20 |
| 16-02-19 | Stade Français - Lione     | 13-24 |
| 16-02-19 | Montpellier - Perpignano   | 10-28 |
| 16-02-19 | Pau - Castres              | 9-14  |
| 16-02-19 | Agen - Tolone              | 19-10 |
| 17-02-19 | Grenoble - La Rochelle     | 21-28 |
| 17-02-19 | Racing 92 - Tolosa         | 29-34 |

|          | 19ª giornata                     |       |
| -------- | -------------------------------- | ----- |
| 16-03-19 | Tolone - Montpellier             | 18-21 |
| 16-03-19 | Castres - Perpignano             | 36-17 |
| 16-03-19 | Grenoble - Racing 92             | 16-34 |
| 16-03-19 | Agen - La Rochelle               | 19-7  |
| 16-03-19 | Bordeaux-Bègles - Stade Français | 26-12 |
| 17-03-19 | Clermont - Pau                   | 27-14 |
| 17-03-19 | Tolosa - Lione                   | 53-21 |

|          | 22ª giornata              |       |
| -------- | ------------------------- | ----- |
| 13-04-19 | Bordeaux-Bègles - Castres | 12-16 |
| 13-04-19 | Stade Français - Agen     | 25-22 |
| 13-04-19 | Lione - Perpignano        | 47-9  |
| 13-04-19 | La Rochelle - Pau         | 71-21 |
| 13-04-19 | Grenoble - Tolone         | 19-18 |
| 14-04-19 | Racing 92 - Montpellier   | 26-25 |
| 14-04-19 | Tolosa - Clermont         | 47-44 |

|          | 25ª giornata                 |       |
| -------- | ---------------------------- | ----- |
| 18-05-19 | Agen - Castres               | 10-17 |
| 18-05-19 | Perpignano - Racing 92       | 14-52 |
| 18-05-19 | Pau - Grenoble               | 22-0  |
| 18-05-19 | Lione - La Rochelle          | 29-19 |
| 19-05-19 | Montpellier - Stade Français | 42-25 |
| 19-05-19 | Bordeaux-Bègles - Tolosa     | 36-43 |
| 19-05-19 | Tolone - Clermont            | 32-11 |

|          | 2ª giornata                      |       |
| -------- | -------------------------------- | ----- |
| 01-09-18 | Pau - Tolone                     | 20-10 |
| 01-09-18 | Stade Français - Bordeaux-Bègles | 20-8  |
| 01-09-18 | Montpellier - La Rochelle        | 36-14 |
| 01-09-18 | Castres - Lione                  | 19-16 |
| 01-09-18 | Grenoble - Tolosa                | 20-23 |
| 02-09-18 | Agen - Perpignano                | 25-23 |
| 02-09-18 | Racing 92 - Clermont             | 17-40 |

|          | 5ª giornata                |       |
| -------- | -------------------------- | ----- |
| 22-09-18 | Bordeaux-Bègles - Clermont | 23-19 |
| 22-09-18 | La Rochelle - Lione        | 30-13 |
| 22-09-18 | Tolone - Agen              | 33-3  |
| 22-09-18 | Grenoble - Perpignano      | 31-22 |
| 22-09-18 | Racing 92 - Castres        | 27-11 |
| 23-09-18 | Pau - Stade Français       | 13-25 |
| 23-09-18 | Montpellier - Tolosa       | 66-15 |

|          | 8ª giornata                  |       |
| -------- | ---------------------------- | ----- |
| 27-10-18 | Clermont - Castres           | 41-6  |
| 27-10-18 | Racing 92 - Pau              | 48-28 |
| 27-10-18 | Perpignano - Tolosa          | 18-36 |
| 27-10-18 | Agen - Grenoble              | 9-9   |
| 27-10-18 | Stade Français - Montpellier | 25-20 |
| 28-10-18 | Bordeaux-Bègles - Lione      | 35-13 |
| 28-10-18 | Tolone - La Rochelle         | 9-13  |

|          | 11ª giornata                 |       |
| -------- | ---------------------------- | ----- |
| 01-12-18 | Montpellier - Clermont       | 23-28 |
| 01-12-18 | Lione - Pau                  | 30-10 |
| 01-12-18 | Castres - Agen               | 13-16 |
| 01-12-18 | La Rochelle - Racing 92      | 16-11 |
| 01-12-18 | Tolone - Grenoble            | 22-3  |
| 02-12-18 | Perpignano - Bordeaux-Bègles | 11-22 |
| 02-12-18 | Tolosa - Stade Français      | 49-20 |

|          | 14ª giornata                |       |
| -------- | --------------------------- | ----- |
| 05-01-19 | Stade Français - Perpignano | 27-8  |
| 05-01-19 | Grenoble - Castres          | 6-16  |
| 05-01-19 | Pau - Bordeaux-Bègles       | 40-23 |
| 05-01-19 | Montpellier - Lione         | 14-25 |
| 05-01-19 | Agen - Tolosa               | 20-27 |
| 05-01-19 | Racing 92 - Tolone          | 22-13 |
| 06-01-19 | Clermont - La Rochelle      | 44-19 |

|          | 17ª giornata                 |       |
| -------- | ---------------------------- | ----- |
| 23-02-19 | Bordeaux-Bègles - Grenoble   | 47-31 |
| 23-02-19 | Tolosa - Montpellier         | 27-14 |
| 23-02-19 | Tolone - Pau                 | 38-11 |
| 23-02-19 | Perpignano - Agen            | 13-20 |
| 23-02-19 | La Rochelle - Stade Français | 14-27 |
| 24-02-19 | Castres - Racing 92          | 18-9  |
| 24-02-19 | Lione - Clermont             | 19-13 |

|          | 20ª giornata                |       |
| -------- | --------------------------- | ----- |
| 23-03-19 | Lione - Tolone              | 42-33 |
| 23-03-19 | Stade Français - Castres    | 32-16 |
| 23-03-19 | Perpignano - Grenoble       | 22-16 |
| 23-03-19 | Pau - Montpellier           | 15-24 |
| 23-03-19 | Agen - Clermont             | 13-28 |
| 24-03-19 | Racing 92 - Bordeaux-Bègles | 45-27 |
| 24-03-19 | La Rochelle - Tolosa        | 19-23 |

|          | 23ª giornata              |       |
| -------- | ------------------------- | ----- |
| 27-04-19 | Pau - Racing 92           | 29-27 |
| 27-04-19 | Castres - Tolosa          | 20-21 |
| 27-04-19 | Agen - Lione              | 25-15 |
| 27-04-19 | Montpellier - Grenoble    | 47-12 |
| 27-04-19 | Perpignano - La Rochelle  | 29-49 |
| 28-04-19 | Tolone - Bordeaux-Bègles  | 45-17 |
| 28-04-19 | Stade Français - Clermont | 25-41 |

|          | 26ª giornata                  |       |
| -------- | ----------------------------- | ----- |
| 25-05-19 | Agen - Racing 92              | 3-35  |
| 25-05-19 | La Rochelle - Bordeaux-Bègles | 81-12 |
| 25-05-19 | Stade Français - Pau          | 31-17 |
| 25-05-19 | Grenoble - Lione              | 23-24 |
| 25-05-19 | Castres - Tolone              | 16-25 |
| 25-05-19 | Clermont - Montpellier        | 27-28 |
| 25-05-19 | Tolosa - Perpignano           | 47-7  |

|          | 3ª giornata                   |       |
| -------- | ----------------------------- | ----- |
| 08-09-18 | Bordeaux-Bègles - Montpellier | 9-9   |
| 08-09-18 | Tolosa - La Rochelle          | 33-26 |
| 08-09-18 | Racing 92 - Agen              | 59-7  |
| 08-09-18 | Perpignano - Lione            | 16-22 |
| 08-09-18 | Clermont - Stade Français     | 42-20 |
| 09-09-18 | Grenoble - Pau                | 21-24 |
| 09-09-18 | Tolone - Castres              | 28-27 |

|          | 6ª giornata                   |       |
| -------- | ----------------------------- | ----- |
| 29-09-18 | Tolosa - Castres              | 22-26 |
| 29-09-18 | Perpignano - Montpellier      | 20-23 |
| 29-09-18 | Agen - Pau                    | 25-28 |
| 29-09-18 | Bordeaux-Bègles - La Rochelle | 34-22 |
| 29-09-18 | Lione - Grenoble              | 34-6  |
| 29-09-18 | Clermont - Tolone             | 28-8  |
| 30-09-18 | Stade Français - Racing 92    | 16-17 |

|          | 9ª giornata              |       |
| -------- | ------------------------ | ----- |
| 03-11-18 | Grenoble - Clermont      | 27-27 |
| 03-11-18 | Castres - Pau            | 37-10 |
| 03-11-18 | Tolone - Perpignano      | 26-16 |
| 03-11-18 | La Rochelle - Agen       | 33-29 |
| 03-11-18 | Tolosa - Bordeaux-Bègles | 40-0  |
| 04-11-18 | Lione - Stade Français   | 41-6  |
| 04-11-18 | Montpellier - Racing 92  | 13-27 |

|          | 12ª giornata              |       |
| -------- | ------------------------- | ----- |
| 22-12-18 | Agen - Stade Français     | 6-19  |
| 22-12-18 | Tolone - Lione            | 40-7  |
| 22-12-18 | Pau - La Rochelle         | 23-28 |
| 22-12-18 | Racing 92 - Perpignano    | 64-28 |
| 22-12-18 | Grenoble - Montpellier    | 17-16 |
| 23-12-18 | Castres - Bordeaux-Bègles | 13-32 |
| 23-12-18 | Clermont - Tolosa         | 20-20 |

|          | 15ª giornata              |       |
| -------- | ------------------------- | ----- |
| 26-01-19 | Castres - Clermont        | 24-16 |
| 26-01-19 | Bordeaux-Bègles - Agen    | 25-17 |
| 26-01-19 | Perpignano - Pau          | 24-30 |
| 26-01-19 | La Rochelle - Montpellier | 27-25 |
| 26-01-19 | Lione - Racing 92         | 32-11 |
| 27-01-19 | Tolosa - Grenoble         | 29-16 |
| 27-01-19 | Tolone - Stade Fraçais    | 33-30 |

|          | 18ª giornata                  |       |
| -------- | ----------------------------- | ----- |
| 02-03-19 | Racing 92 - La Rochelle       | 50-14 |
| 02-03-19 | Montpellier - Bordeaux-Bègles | 37-10 |
| 02-03-19 | Clermont - Grenoble           | 52-17 |
| 02-03-19 | Pau - Agen                    | 27-17 |
| 02-03-19 | Lione - Castres               | 15-23 |
| 03-03-19 | Perpignano - Tolone           | 11-24 |
| 03-03-19 | Stade Français - Tolosa       | 9-28  |

|          | 21ª giornata                 |       |
| -------- | ---------------------------- | ----- |
| 06-04-19 | Tolone - Tolosa              | 25-10 |
| 06-04-19 | Bordeaux-Bègles - Perpignano | 31-22 |
| 06-04-19 | Montpellier - Agen           | 33-17 |
| 06-04-19 | Grenoble - Stade Français    | 21-17 |
| 06-04-19 | Castres - La Rochelle        | 25-11 |
| 07-04-19 | Pau - Lione                  | 24-27 |
| 07-04-19 | Clermont - Racing 92         | 31-31 |

|          | 24ª giornata               |       |
| -------- | -------------------------- | ----- |
| 04-05-19 | Tolosa - Pau               | 83-6  |
| 04-05-19 | Castres - Montpellier      | 9-12  |
| 04-05-19 | Grenoble - Agen            | 11-29 |
| 04-05-19 | Clermont - Perpignano      | 35-13 |
| 04-05-19 | La Rochelle - Tolone       | 30-21 |
| 05-05-19 | Lione - Bordeaux-Bègles    | 34-10 |
| 05-05-19 | Racing 92 - Stade Français | 23-27 |

### Classifica
|  |     | Squadra         | G  | V  | N | P  | PF  | PS  | P±   | MF  | MS | BM | BS | Pt |
|  | --- | --------------- | -- | -- | - | -- | --- | --- | ---- | --- | -- | -- | -- | -- |
|  | 1.  | Tolosa          | 26 | 21 | 2 | 3  | 820 | 508 | 312  | 102 | 57 | 9  | 1  | 98 |
|  | 2.  | Clermont        | 26 | 16 | 3 | 7  | 828 | 535 | 293  | 93  | 50 | 9  | 4  | 83 |
|  | 3.  | Lione           | 26 | 17 | 1 | 8  | 683 | 525 | 158  | 72  | 56 | 7  | 1  | 78 |
|  | 4.  | Racing 92       | 26 | 15 | 1 | 10 | 750 | 563 | 187  | 95  | 55 | 8  | 4  | 74 |
|  | 5.  | La Rochelle     | 26 | 16 | 0 | 10 | 719 | 616 | 103  | 92  | 69 | 6  | 1  | 71 |
|  | 6.  | Montpellier     | 26 | 14 | 1 | 11 | 659 | 546 | 113  | 82  | 55 | 6  | 6  | 70 |
|  | 7.  | Castres         | 26 | 15 | 0 | 11 | 508 | 499 | 9    | 48  | 46 | 4  | 5  | 69 |
|  | 8.  | Stade français  | 26 | 14 | 0 | 12 | 583 | 579 | 4    | 58  | 62 | 4  | 4  | 64 |
|  | 9.  | Tolone          | 26 | 12 | 0 | 14 | 572 | 542 | 30   | 72  | 59 | 6  | 3  | 57 |
|  | 10. | Bordeaux Bègles | 26 | 12 | 1 | 13 | 618 | 711 | −93  | 66  | 84 | 4  | 3  | 57 |
|  | 11. | Pau             | 26 | 9  | 0 | 17 | 501 | 763 | −262 | 51  | 91 | 2  | 5  | 43 |
|  | 12. | Agen            | 26 | 8  | 1 | 17 | 431 | 654 | −223 | 38  | 78 | 0  | 4  | 38 |
|  | 13. | Grenoble        | 26 | 5  | 2 | 19 | 448 | 691 | −243 | 32  | 82 | 0  | 5  | 29 |
|  | 14. | Perpignano      | 26 | 2  | 0 | 24 | 433 | 821 | −388 | 41  | 98 | 0  | 4  | 12 |

## Fase a playoff
|  | Preliminari | Preliminari    | Preliminari   |  |  | Semifinali | Semifinali    | Semifinali    |  |  | Finale         | Finale         |  |  |  |  |
|  |             |                |               |  |  |            |               |               |  |  |                |                |  |  |  |  |
|  |             | 31 maggio 2019 |               |  |  |            |               |               |  |  |                |                |  |  |  |  |
|  | 4           | Racing 92      | 13            |  |  |            |               |               |  |  |                |                |  |  |  |  |
|  | 5           | La Rochelle    | 19            |  |  |            | 8 giugno 2019 | 8 giugno 2019 |  |  |                |                |  |  |  |  |
|  |             |                |               |  |  | 1          | Tolosa        | 20            |  |  |                |                |  |  |  |  |
|  |             |                |               |  |  | 5          | La Rochelle   | 6             |  |  | 15 giugno 2019 | 15 giugno 2019 |  |  |  |  |
|  |             |                |               |  |  |            |               |               |  |  | Tolosa         | 24             |  |  |  |  |
|  |             |                |               |  |  |            | 9 giugno 2019 | 9 giugno 2019 |  |  | Clermont       | 18             |  |  |  |  |
|  |             |                |               |  |  | 2          | Clermont      | 33            |  |  |                |                |  |  |  |  |
|  |             | 1 giugno 2019  | 1 giugno 2019 |  |  | 3          | Lione         | 13            |  |  |                |                |  |  |  |  |
|  | 3           | Lione          | 21            |  |  |            |               |               |  |  |                |                |  |  |  |  |
|  | 6           | Montpellier    | 16            |  |  |            |               |               |  |  |                |                |  |  |  |  |

### Preliminari
| Arbitro: | Mathieu Raynal |

|                            |      |                         |
| 67’ Nakarawa               | mt   | 52’ Retiere             |
| 67’ Iribaren               | tr   | 52’ West                |
| 40’ Machenaud 73’ Iribaren | c.p. | 11’, 16’, 30’, 38’ West |

| Arbitro: | Alexandre Ruiz |

|                            |      |                                |
| 13’ Barassi 69’ Ngatai     | mt   | 4’ Cruden                      |
| 70’ Wisniewski             | tr   | 5’ Paillaugue                  |
| 21’, 40+1’, 53’ Wisniewski | c.p. | 11’, 29’ Paillaugue 62’ Cruden |

### Semifinali
| Arbitro: | Pascal Gaüzère |

|                                 |      |               |
| 13’ Guitoune 60’ Bezy 65’ Kolbe | mt   |               |
| 14’ Ramos                       | tr   |               |
| 73’ Bezy                        | c.p. | 22’, 27’ West |

| Arbitro: | Romain Poite |

|                               |      |                     |
| 31’ Penaud 53’ Raka 80’ Moala | mt   | 10’ Gill 68’ Fourie |
| 32’, 54’ Laidlaw 80+1’ Lopez  | tr   |                     |
| 14’, 25’, 29’, 75’ Laidlaw    | c.p. | 20’ Wisniewski      |

### Finale
| Arbitro: | Jérôme Garcès |

| |              | |
| 29’, 55’ Huget | mt           | |
| 56’ Ramos | tr           | |
| 9’, 18’, 48’, 65’ Ramos | c.p.         | 1’, 14’, 34’, 52’, 60’ Laidlaw 73’ Lopez |
| · 33-43’ Kolbe · 75’ Huget · Guitoune · 75’ Ahki · 60’ 75’ Médard · Ramos · Dupont · 60’ Kaino · Cros · Elstadt · 60’ Tekori · 43’ Arnold · 48’ 75’ Faumuina · 62’ Mauvaka · 51’ 77’ Baille | Formazioni   | · Toeava · Penaud · Moala 75’ · Fofana · Raka 60’ · Lopez · Laidlaw 61’ · Lee · Lapandry 30’ · Cancoriet · Vahaamahina 78’ · Timani 55’ 78’ · Slimani 48’ · Kayser 48’ · Falgoux 53’ |
| · 62’ Marchand · 51’ 77’ Castets · 60’ Fa'asalele · 60’ Tolofua · 43’ Gray · 60’ Bezy · 75’ Ntamack · 48’ 75’ Van Dyk                                                                       | Sostituzioni | · Ulugia 48’ · Uhila 53’ · Yato 30’ · Jedrasiak 55’ · Cassang 61’ · Nanai-Williams 60’ · Naqalevu 75’ · Zirakashvili 48’                                                             |
| Ugo Mola | Allenatori   | Franck Azéma |